# Conséquences de la pandémie de Covid-19 sur le secteur musical belge
Pour des articles plus généraux, voir Conséquences de la pandémie de Covid-19 et Pandémie de Covid-19 en Belgique.
 (avril 2021).
La mise en forme du texte ne suit pas les recommandations de Wikipédia : il faut le « wikifier ».
Les points d'amélioration suivants sont les cas les plus fréquents. Le détail des points à revoir est peut-être précisé sur la page de discussion.
- Les titres sont pré-formatés par le logiciel. Ils ne sont ni en capitales, ni en gras.
- Le texte ne doit pas être écrit en capitales (les noms de famille non plus), ni en gras, ni en italique, ni en « petit »…
- Le gras n'est utilisé que pour surligner le titre de l'article dans l'introduction, une seule fois.
- L'italique est rarement utilisé : mots en langue étrangère, titres d'œuvres, noms de bateaux, etc.
- Les citations ne sont pas en italique mais en corps de texte normal. Elles sont entourées par des guillemets français : « et ».
- Les listes à puces sont à éviter, des paragraphes rédigés étant largement préférés. Les tableaux sont à réserver à la présentation de données structurées (résultats, etc.).
- Les appels de note de bas de page (petits chiffres en exposant, introduits par l'outil «  Source ») sont à placer entre la fin de phrase et le point final[comme ça].
- Les liens internes (vers d'autres articles de Wikipédia) sont à choisir avec parcimonie. Créez des liens vers des articles approfondissant le sujet. Les termes génériques sans rapport avec le sujet sont à éviter, ainsi que les répétitions de liens vers un même terme.
- Les liens externes sont à placer uniquement dans une section « Liens externes », à la fin de l'article. Ces liens sont à choisir avec parcimonie suivant les règles définies. Si un lien sert de source à l'article, son insertion dans le texte est à faire par les notes de bas de page.
- La présentation des références doit suivre les conventions bibliographiques. Il est recommandé d'utiliser les modèles {{Ouvrage}}, {{Chapitre}}, {{Article}}, {{Lien web}} et/ou {{Bibliographie}}. Le mode d'édition visuel peut mettre en forme automatiquement les références.
- Insérer une infobox (cadre d'informations à droite) n'est pas obligatoire pour parachever la mise en page.

Pour une aide détaillée, merci de consulter Aide:Wikification.
Si vous pensez que ces points ont été résolus, vous pouvez retirer ce bandeau et améliorer la mise en forme d'un autre article.
 (avril 2021).
Comme dans de nombreux secteurs du spectacle vivant, la pandémie de Covid-19 a eu un impact significatif sur le secteur musical en 2020,. Quantité d’événements musicaux (festivals, tournées de concerts, sorties d’albums ou remises de prix) se sont vus annulés ou reportés. La fermeture des commerces et la réduction de la mobilité a pour sa part affecté le flux des services de streaming. Si certains acteurs de l’économie musicale se sont tournés vers les solutions offertes par le web, quantités d’acteurs dépendant directement ou indirectement du secteur musical ont subi des effets économiques néfastes : la banque Nationale de Belgique estime le secteur des arts et activités récréatives le troisième le plus touché de Belgique par la pandémie avec une chute du chiffre d’affaires oscillant entre 75 et 85 % en 2020.

## Contexte mondial
En raison de la pandémie de Covid-19, les mois de février et mars 2020 sont marqués à l’échelle mondiale par la mise en place de mesures de confinement et la mise à l’arrêt de nombreux secteurs économiques et professionnels. Dès la fin du mois de février 2020, de nombreux artistes reprogramment les dates de leurs tournées ; suivent l’annulation massive et le report de grands festivals (Coachella, South by Southwest, Glastonbury Festival), et de nombreux concerts et tournées comme celles de Madonna, Elton John, BTS, Gims, parmi d’autres,,. À quelques exceptions notables, contingentes à des accalmies locales de l’épidémie,, des audiences réduites ou des expériences de concerts pilotes, la majorité des représentations musicales publiques seront annulées en 2020. À noter que l’Espagne investie rapidement dans du matériel sanitaire permettant à sa population de continuer de consommer de la culture, moyennant un protocole strict de distanciation et de mesures d’hygiène.
Reports et annulations ont d’importantes conséquences socio-économiques : au début de l’année 2021, une étude menée par la Musicians’ Union en Grande-Bretagne révèle par exemple que 34 % des musiciens envisagent d'abandonner l’industrie musicale en raison des pertes subies pendant la pandémie, tandis que près de la moitié de ses membres sont contraints de chercher une nouvelle occupation professionnelle et que 70 % n’exercent plus qu'un quart de leur travail régulier. Les artistes ne sont pas les seuls touchés : d'autres professionnels comme les employés de salles de concerts, les agents, les promoteurs et organisateurs d’événements, les fournisseurs, les studios, etc. subissent également de graves conséquences. En juin 2020, une étude de la National Independent Venue Association, estime que 90 % des lieux de musique aux États-Unis risqueraient de fermer définitivement sans aide financière substantielle des autorités fédérales. Toujours selon cette étude, cela a aussi un véritable impact négatif pour les artistes car les concerts représentent 75 % de leurs revenus.
Si certaines mesures de soutien sont mises en place aux États-Unis dans le cadre de la loi CARES (« Coronavirus Aid, Relief, and Economic Security Act ») ou le « Paycheck Protection Program », celles-ci sont par la suite accompagnées par la « Save Our Stage Act » qui permet aux entreprises de recevoir plus d’aides à un niveau national, budget qui sera approuvé le 28 décembre 2020 dans le cadre de la signature d’un “Stimulus Package”. En Europe, de nombreux pays accordent des budgets exceptionnels pour relancer le secteur de la culture comme l’Allemagne (1 milliard d’euros), la France (6,3 milliards) ou les Pays-Bas (300 millions). En Asie, la pandémie représente une opportunité pour les artistes locaux d'être mis en avant à la suite des restrictions des voyages internationaux empêchant la venue d'artistes occidentaux : cette tendance se remarque à Singapour, en Indonésie, en Chine et dans d'autres pays encore.
Lors de l’annonce du premier confinement en mars 2020, les plateformes de streaming subissent une chute notable de leur flux habituel. Spotify connaît ainsi une baisse de 11,4 % à travers le monde. Cette diminution serait due à la réduction des déplacements ainsi qu'à la fermeture des magasins, restaurants et cafés diffusant de la musique en streaming pour leurs clients. Malgré cette baisse ponctuelle, la plateforme affiche sur cette période un bilan trimestriel à la hausse, de même que pour les trimestres suivants de 2020. Les diverses mesures de confinement mènent par ailleurs certains artistes à se produire en live streaming notamment à travers des réseaux sociaux, tels que Instagram ou Youtube,, ou bien via de nouvelles plateformes qui ne sont pas initialement destinées à la musique live : c’est le cas du rappeur Travis Scott qui réalise une performance via le jeu vidéo en ligne Fortnite, et qui cumule plus de 12 millions de spectateurs.
Une série de festivals décident également de migrer sur le web ; d’autres voient le jour pour la première fois. La soirée musicale One World : Together at home, organisée par Lady Gaga, Global Citizen et l’OMS rassemble des dizaines d’artistes en streaming dans le but d’encourager la population à respecter les mesures de confinement et lever des fonds pour le personnel soignant. Cet évènement inspirera également des initiatives dans d’autres pays : en Chine, par exemple, le concert « Believe in the futur » sera organisé en ligne, ainsi que de nombreux autres. S'ils peuvent apparaître comme un pis-aller, les concerts en ligne pourraient toutefois avoir un impact positif sur les concerts physiques : d’après une étude de Caroline Golum sur les concerts en streaming, 67 % des spectateurs d’un concert en ligne seraient plus susceptibles d’acquérir un ticket pour un concert similaire en live.
Dès la fin 2020 et le début 2021, l’Australie et la Nouvelle-Zélande seront les premiers à organiser des concerts avec des mesures très restrictives pour le public. Il faut attendre mai 2021 pour que des concerts tests commencent à voir le jour dans d’autres pays : en France, c’est un concert d’Indochine qui a lieu pour permettre d’estimer les risques de contagion et le fonctionnement des mesures sanitaires mises en place. Ce mois de mai marque également le retour du Concours Eurovision de la chanson qui a été organisé aux Pays-Bas avec le respect de la distanciation sociale. L’été 2021 voit une lente reprise des représentations musicales en public mais leur annulation reste courante : le festival Lollapalooza, par exemple, est maintenu aux États-Unis mais ses équivalents en France ou au Brésil attendront 2022 pour reprendre,. Suivant la législation des états et pays, la plupart des organisateurs demandent des preuves de vaccination ou de test négatif au covid-19 pour accéder aux concerts,.
En 2022, les concerts reprennent à travers le monde : De nombreuses tournées et festivals sont annoncées,.

## Historique de la crise
Au début du mois de mars 2020, la Belgique commence à faire appliquer des mesures sanitaires afin d’endiguer la propagation du covid-19. Sophie Wilmès, provisoirement placée à la tête du gouvernement, annonce le confinement de la population belge pour le 18 mars 2020 : les établissements du secteur culturel doivent donc fermer et annuler toutes leurs activités. Ce confinement est prolongé à plusieurs reprises jusqu'au 4 mai, où certaines mesures sont progressivement levées,. Dès le début de la crise sanitaire, de nombreux travailleurs du secteur musical soulignent les difficultés d’ordre économique et organisationnel qu’ils rencontrent et ce même avant l’annonce officielle de l’interdiction des rassemblements de masse.
En effet, le 10 mars 2020, Sophie Wilmès avait avant tout recommandé une annulation des événements rassemblant plus de 1 000 personnes. Le ministre-président de Bruxelles, Rudi Vervoort, décide toutefois d’imposer ces mesures de manière stricte au sein de la capitale mais, hors de celle-ci, les recommandations émises par Sophie Wilmès semblent encore difficiles à accepter. À Anvers, Bart de Wever se montre tout à fait opposé aux annonces gouvernementales en refusant de telles mesures tant qu'elles ne sont pas formulées clairement et objectivement et en soutenant le fait qu'il faudrait qu'une telle décision soit accompagnée de fonds d'indemnisation pour éviter une catastrophe économique dans le secteur.
Le 8 avril 2020, les ministres de la culture et des médias des pays de l’Union Européenne se réunissent pour la première fois de l’histoire en vidéoconférence pour reconnaitre que la culture fait partie des secteurs les plus touchés par la pandémie et trouver des solutions ensemble face à la crise de coronavirus . Finalement, l’enjeu du secteur est clair : éviter à tout prix une annulation en privilégiant les reports de concerts, solution financièrement plus raisonnable.
Le 30 avril 2020, la Ministre Bénédicte Linard rencontre, entre autres, les fédérations représentatives et les syndicats de la musique afin de participer à des groupes de travail et de définir les méthodes et moyens de s’adapter aux obligations sanitaires. Toutefois, petit à petit, les reports de concerts laissent place aux annulations dans les salles de concert de la Belgique entière. Les festivals d'été ne se sont pas, eux non plus, épargnés par la crise. À la suite des mesures prises par le gouvernement le mercredi 15 avril 2020, la totalité des festivals belges se voient contraints d’annuler leurs éditions antérieures au 31 août,.
En effet, le reprise des activités musicales avec public sera normalement autorisée dès le 1er juillet 2020, mais moyennant l’application d’une série d’obligations : public assis, deux cents spectateurs maximum par salle, sorties et entrées réglementées afin d’éviter la concentration de personnes, privilégier la réservation et la billetterie en ligne ou par téléphone, masque obligatoire et/ou distanciation physique . Jan Jambon, alors ministre-président du gouvernement flamand, précise toutefois que cette mesure ne concerne que les festivals de grande envergure. Effectivement, les représentations en extérieur seront autorisées dès le 1er juillet 2020, mais sous conditions : deux cents spectateurs maximum par espace, éviter les attroupements, masque recommandé et/ou distanciation physique. Les mesures d’interdiction prises par le gouvernement suscitent des réactions mitigées. Certains organisateurs s’affirment soulagés de l’annulation de leur festival. D’autres émettent des inquiétudes quant aux conséquences financières des annulations.
Au début du mois de mai, la première phase de déconfinement est enclenchée. Les institutions culturelles telles que les théâtres et les cinémas peuvent rouvrir sous conditions à partir du 1er juillet : maximum cinquante personnes, respect des distances sociales, port du masque et désinfection des surfaces. Le 8 juin 2020, les activités culturelles sans public, c’est-à-dire les répétitions et les enregistrements, peuvent reprendre mais il est de la responsabilité de l’employeur de désinfecter et d’adapter les zones de travail afin de respecter les mesures en vigueur . D'autres initiatives sont mises en place au cours de l'été et permettent aux artistes de se produire. Quelques concerts publics sont aussi organisés à cette période : en comité restreint du côté de Liège, ou sous forme de drive-in à Namur.
À partir du 17 juillet 2020, le port du masque devient obligatoire pour toute personne âgée de plus de douze ans lors d’activités culturelles avec un public maximal de deux cents personnes, statiques, à l’intérieur, et quatre cents personnes statiques dans un espace ouvert. La distanciation physique est, quant à elle, obligatoire dans tous ces contextes . Toutefois dès le 24 juillet 2020, le port du masque devient obligatoire dans tout endroit privé ou public à forte fréquentation . Puis, dès le 29 juillet 2020, la jauge maximale de spectateurs autorisés descend à cent personnes en espace clos et deux cents personnes à l’extérieur .
À compter du 1er septembre 2020, les secteurs culturels doivent respecter un protocole de base : application de six règles d’or que sont les règles d’hygiène, privilégier les activités en extérieur, le port du masque, les précautions envers les personnes à risque, les distances physiques de sécurité, et la bulle restreinte (deux personnes en plus de ceux avec qui l’on habite) ; distance physique de 1,5 mètre entre chaque personne de plus de douze ans ou un mètre lorsque le public est assis ; port du masque obligatoire pour les plus de douze ans sauf sur scène ; activités en extérieur privilégiées sinon préférer les grands espaces ventilés, l’aération et  les nettoyage et désinfection réguliers ; procéder par réservation ou inscription, sinon demander les données de contact aux spectateurs ; établir un protocole interne adapté à chaque infrastructure ; au maximum deux cents personnes assisses à l’intérieur ou quatre cents personnes assises à l’extérieur .
Au mois d’octobre 2020, de nouvelles restrictions sont mises en place par le gouvernement en raison de l’accélération de la propagation du virus : établissement d’un couvre-feu national, fermeture des bars à 23 h et limitation des contacts. Le 24 octobre, le secteur culturel apprend qu’il doit rester fermé jusqu’au 19 novembre inclus. Le 2 novembre, un deuxième confinement est officiellement annoncé et prolongé jusqu'à fin janvier 2021 puis finalement jusqu'au 1er mars 2021. Cependant, ce dernier est moins strict : le secteur culturel et ses activités sont à nouveau mis à l’arrêt mais les commerces non-essentiels ont l'autorisation de rouvrir dès le 1er décembre avant les fêtes de fin d’année,.
Dès le 9 juin 2021, les représentations en intérieur jusqu’à deux cents personnes peuvent reprendre, et celles en extérieur jusqu’à quatre cents personnes. Les festivals pourront être organisés dès le 1er juillet, en respectant la jauge des deux-mille personnes en intérieur et deux mille cinq cents personnes en extérieur et, dès le 30 juillet, avec un maximum de trois mille personnes en intérieur et cinq mille personnes en extérieur.
À partir du 7 mars 2022, le « baromètre Corona » entre en vigueur selon le code jaune. Les six règles d’or restent d’application. Cependant, dans les espaces clos relevant du secteur événementiel, lorsque le public est supérieur à cinquante personnes, il est obligatoire d’utiliser un appareil de mesure de la qualité de l’air et de le rendre facilement consultable par le public. De surcroît, le masque n’est plus obligatoire, le Covid Safe Ticket n’est plus demandé, les distances sociales ne doivent plus être respectées et la gestion des foules n’est plus nécessaire .

## Initiatives numériques
Depuis l'annonce du premier confinement le 13 mars 2020, les plateformes de streaming musicales subissent une chute notable de leur flux habituel. Les 200 chansons les plus streamées sur Spotify atteignent les 18,3 millions d'écoutes par jour en 2019, contre seulement 14,4 millions depuis le début des confinements. Entre le 9 mars et le 17 mars 2020, la baisse est de 23 % au niveau mondial. Deezer a également constaté une baisse du volume de streams d'environ 10 %. La plateforme de streaming s'est adaptée, instaurant un univers "on reste à la maison" avec des podcasts et des playlists en lien avec le confinement comme "Home office", "Ensemble en famille" ou encore "Ménage en musique", espérant bien ainsi faire remonter le volume d'écoutes. En réponse à la baisse d'audience de 15 %, Apple Music a également adapté son offre à la situation sanitaire afin de continuer à capter l'écoute de ses abonnés. Ainsi, la plateforme musicale américaine a décidé de lancer à partir du vendredi 3 avril 2020 "Tous ensemble, chez soi", un espace où les abonnés peuvent trouver des playlists adaptées à leurs besoins du moment. Comment expliquer cette baisse d'audience générale sur les plateformes de streaming musicales ? Cette diminution serait due à la réduction du temps passé dans les transports en commun, à la limitation des pratiques sportives ainsi qu'à la fermeture des magasins, restaurants et cafés diffusant de la musique en streaming pour leurs clients.
Certaines institutions musicales tentent de s'accommoder à cette situation afin de conserver le lien avec leur public. L’on voit peu à peu poindre un certain nombre d’initiatives dans tous les milieux, tant rock, que classique et jazz.Le climat incertain poussent de nombreux organisateurs à dire que la diffusion en ligne, payante ou non, de leur festival reste la solution la plus sûre en ces temps troublés.
Côté musique populaire, c'est le choix posé par les organisateurs des Fêtes de la musique qui auront préféré le mode du streaming pour partager ce festival prenant place dans tout le pays. L'ASBL Carolomontoise Rockerill entend également poursuivre son activité en s'adaptant à la situation. Pôle musical important et salle de concert à l'initiative d'un label (Rockerill Records), le Rockerill souhaite mettre à profit sa fermeture forcée en développant une série de projets en ligne. Si l'association parvient, dans un premier temps, à entretenir le contact avec son public en diffusant des DJ sets en direct, c'est la création d'une nouvelle émission qui constituera une vraie nouveauté. Dites 33, par une interview suivie d'un concert live, a pour but d'aider les artistes, eux aussi durement éprouvés par la crise, à maintenir un réel contact avec leur public. Néanmoins, tous n’optent pas pour un transfert de leurs activités, certains préfèrent patienter. C’est ainsi le cas du festival des “Nuits Botanique”, qui propose traditionnellement durant les mois de mai et avril une programmation pop-rock et électro, voire parfois classique, d’artistes belges et internationaux. Les concerts ont été repoussés à septembre et octobre et la focale a été réduite sur les artistes belges uniquement. Notons qu'au-delà de la décision de ce report, les "Nuits" diffusent, de juin à septembre 2020, une série de concerts d’environ quarante minutes chacun. Ces évènements sont gratuitement retransmis en direct, notamment via les réseaux sociaux, mais le Botanique organise également dans ce cadre une récolte de dons en soutien aux artistes s'étant produits sur scène. Les autres festivals initialement prévus pour cet été 2020 ne sont finalement pas totalement réduits au silence non plus. En effet, le média audiovisuel public belge RTBF lance l'émission "Destination festivals", diffusée chaque vendredi soir entre le 26 juin et le 14 août sur la chaîne La Deux du groupe, en collaboration avec la radio Pure FM. L'idée est de proposer une suite de showcases et d'interviews respectant le calendrier initial des festivals d'été. Plusieurs évènements seront ainsi captés, sur ou à proximité de leur emplacement habituel. Citons entre autres : le festival des Ardentes, Couleur Café, Dour, Esperanzah ou encore les Francofolies. Les enregistrements restent disponibles en ligne durant les 30 prochains jours suivant leur diffusion.
Concernant le jazz, le Bel Jazz Fest est organisé en plein confinement et permet la retransmission de 26 concerts de jazz. Inge De Pauw, rattachée à l’agence de presse Stiletto, pense la mise en place de concerts de jazz dont le streaming est payant mais qui permet d’applaudir en direct. L’idée étant ici de se rapprocher le plus possible de la mise en place d’un évènement musical en temps normal : payer son ticket d’entrée et interagir avec les artistes.
Les artistes et producteurs du monde de la musique classique ne font pas exception en ce qui concerne l'intérêt pour le streaming et ce, dès le début du confinement, durant les premiers jours d'avril. Un grand nombre de maisons d’opéra se sont mises à diffuser gratuitement leurs productions en ligne. Parmi celles-ci, le Théâtre de La Monnaie, qui s’est notamment servi de la chaîne YouTube Opera Vision pour diffuser ses créations. L’Opéra Royal de Wallonie, quant à lui, poursuit ses diffusions et ses rediffusions avec son partenaire de prédilection, france.tv. Le streaming a donc été l’alternative la plus notable durant le premier confinement, de mi-mars à fin juin. Toutefois, même s'il a permis de maintenir le contact avec le public, il ne pourra pas selon certains « remplacer les pertes occasionnées par la pandémie ».
Du côté des artistes confinés chez eux, les méthodes de ces concerts à distance se sont également multipliées et améliorées au cours du temps. Lors du premier confinement, de nombreux artistes proposent des minis-concerts à domicile à leurs fans. Nous pouvions alors assister à des sessions acoustiques en live que les artistes proposaient depuis leur domicile via leurs réseaux sociaux ou sur Youtube. Jean-Louis Aubert, l'ancien leader de Téléphone, a été l'un des premiers à ouvrir le bal en donnant une heure et demie de concert accompagné d'un piano. Ensuite, les gamers ont eux aussi pu assister à des concerts via Twitch au sein duquel les artistes organisaient un show et où les fans pouvaient se rencontrer dans le jeu. C'est le cas du rappeur Travis Scott qui réalise une performance via le jeu vidéo en ligne Fortnite, et qui cumule plus de 12 millions de spectateurs. Mais, lors du deuxième confinement, face à l'explosion de l'offre des concerts à distance, les artistes ont décidé de mettre de côté les prestations artisanales et gratuites à domicile pour laisser place aux vrais concerts payants dont la qualité technique n'a souvent rien à envier aux concerts physiques. Ces concerts à distance étaient proposés au public via des plateformes professionnelles de streaming. Baptisé "Studio 2054", la chanteuse britannique Dua Lipa a proposé en novembre 2020 un des premiers vrai show virtuel qui a été l'occasion de retrouver la star dans des décors originaux, entourée de danseurs, d'acrobates... Résultat : 5 millions de connexions payantes en un soir, dont 1,9 million en Chine et 95.000 en Inde. La tendance touche également bien d'autres genres musicaux comme le jazz avec une soirée spéciale Ella Fitzgerald au Lincoln Center réunissant Harry Connick Jr, Renée Fleming et Diana Krall. La musique classique se met également au streaming avec le pianiste Lang Lang qui a repris les Variations Goldberg depuis une église de Leipzig.

## Évènements tests et reprise progressive des activités en public
Au printemps 2021, la pandémie du covid-19 s’allongeant, rythmée par les mesures sanitaires prises par les différents gouvernements, le secteur musical cherche un moyen qui pourrait, petit à petit, peut-être, le remettre à flot. L’objectif est de reprendre les expériences live en toute sécurité. Dans cette optique, plusieurs tentatives, qu’on a alors appelés les « concerts tests », sont mises en place à l’international. Les résultats sont plutôt concluants (peu de cas positifs), même si leur validité a de quoi être contestée étant donné le peu de retours de résultats des tests PCR exigés auprès des participants après les concerts.
L’été est quant à lui entre maintien et annulation de ses différents festivals. L’Angleterre ne s’en sort pas trop mal avec quelques grosses dates annoncées. C’est moins le cas des États-Unis ou de la Belgique, qui, malgré quelques petits festivals et adaptations, ne peut pas accueillir plus de 2500 personnes début juillet (chiffre qui passe à 5000 fin du mois et à 75.000 mi-août).

### Concerts tests
En Angleterre comme en France, les résultats des concerts tests sont encourageants selon les chercheurs, même si, à cause du manque de retours des participants, cela peut laisser croire qu’ils ne sont finalement pas nécessairement représentatifs de la réalité.

#### Angleterre, Liverpool
En Angleterre, le premier évènement test se déroule à Liverpool, au Sefton Park, le 3 mai 2021. Il s’agit d’un festival s’étalant sur deux soirs et comprenant un total de 6000 personnes autorisées à « chanter et danser sans masque ni distanciation » devant les groupes Blossoms, The Lathums et ZUZU. Les participants « devaient se soumettre à un test antigénique avant de pénétrer dans l’enceinte et devaient également se faire tester ensuite [ainsi que] laisser leurs coordonnées pour pouvoir mettre en œuvre un dispositif de traçage en cas de test positif ». La preuve d’un test négatif et la présentation d’un QR code sont nécessaires pour assister au concert. « Ce concert s’inscrit dans toutes une série d’évènements précédant la réouverture du Royaume-Uni le 21 juin, date fatidique à laquelle le gouvernement a prévu de lever la majorité des restrictions qui pèsent sur la population anglaise ».
Finalement, les résultats montrent que seulement onze personnes sont testées positives au coronavirus sur les 13.000 personnes s’étant rendues aux deux soirs de festival et aux deux soirées nightclub (comprises dans l’expérience test). Le problème est que moins de la moitié des participants ont renvoyé le résultat de leur test PCR. Ces évènements-tests sont néanmoins considérés comme des succès par le directeur de la santé publique de Liverpool, Matt Ashton.

#### France, Paris
En France, c’est le 29 mai 2021, à l’AccorArena de Paris qu’un concert test est organisé. Étienne de Crécy et le groupe Indochine se produisent devant un peu moins de 4000 personnes ne devant respecter aucune distanciation physique, mais à qui le port du masque est recommandé. Ce concert est « organisé dans le cadre d’une expérience scientifique, ‘Ambition Live Again’, menée par l’AP-HP en association avec le Prodiss, le syndicat du spectacle vivant ». Les résultats montrent qu’aucun foyer épidémique n’a été déclenché durant ce concert. Les chercheurs en déduisent que le port du masque est un élément capital de la non-transmission.

#### Belgique
Alors que l’été 2021 s’annonce sans les plus grands festivals musicaux belges, plusieurs initiatives tests sont mises en place pour réfléchir à un retour des expériences live. Ces évènements ont été gérés au niveau régional, certains sont donc organisés en région Wallonie-Bruxelles, d’autres en région Flamande.

##### Région Wallonie-Bruxelles
Six évènements-tests sont organisés en Fédération Wallonie-Bruxelles pour « évaluer scientifiquement le risque de contamination au Coronavirus lors d’évènements culturels de configurations et de types différents […] (assis, debout, avec ou sans distanciation) ». La ministre de la culture, Bénédicte Linard, confie les analyses de ces évènements à la société DNAlytics SA, spécialisée en biostatistique. Trois concerts se retrouvent parmi ces six évènements.
Le 7 mai 2021, un premier concert test en fédération Wallonie Bruxelles se déroule à Spa, au Petit Théâtre de Spa : « un concert en intérieur et assis ». L’évènement accueille le groupe Ykons dans ce théâtre de 440 places dont la jauge est réduite de moitié en raison de la situation sanitaire. Cela est agrémenté par le port du masque obligatoire et d’une distance d’un siège minimum entre chaque bulle (groupe de personnes étant autorisées à avoir des contacts rapprochés durant la pandémie). Trois tests sont nécessaires pour y participer : « un test rapide préventif, un test le jour même du concert et un troisième sept jours plus tard ». Arrivé sur place, deux groupes sont constitués : un participant au concert, l’autre n’y participant pas (groupe-contrôle). Sept jours plus tard, les résultats montrent qu’aucun cas positif au covid-19 n’a été détecté.
Le 31 juillet et 1er août se tient le premier festival belge depuis le début de la pandémie, à Namur, à l’abbaye de Floreffe. Pour l’occasion le festival Esperanzah est renommé « petit Esperanzah » et a pu se dérouler sans masque ni distanciation sociale, mais le Covid Safe Ticket a été demandé. Ce Covid Safe Ticket peut prendre trois formes : celle d’un certificat de vaccination (qui prouve que vous êtes vacciné contre covid-19), d’un certificat de test (qui démontre que vous avez subi un test covid-19 avec un résultat négatif), ou d’un certificat de rétablissement (qui montre que vous êtes guéri du covid-19 après un test positif antérieur).
Le 8 août 2021, un autre concert-test est organisé au Heysel, où « les visiteurs devaient présenter à l’entrée leur ‘Covid Safe Ticket’ au format européen, […] un test PCR de 48h, un test antigénique de 24 heures réalisé par un professionnel ou un certificat de rétablissement ». « 5000 personnes [sont] rassemblées sans masque et sans distanciation sociale ». Sur 280 tests antigéniques réalisés gratuitement sur place, seulement un s’avère être positif.
Les résultats de l’étude concernant les six évènements-tests « ont fait apparaître que le risque additionnel de contamination lors d’un des six évènements-tests, par rapport à un comparable n’y ayant pas participé, était inférieur à 1 % ».

##### Région Flamande
En Flandre, les ministres flamands Zuhal Demir, Jan Jambon et Ben Weyts annoncent le vendredi 12 mars « l’organisation, au courant de la seconde moitié d’avril, d’un évènement de foule en toute sécurité [qui] rassemblera un millier d’étudiants et de jeunes à Hasselt », dans le complexe Grenslandhallen plus précisément. Les ministres collaborent avec des virologues de l’université d’Anvers, la firme Roche ainsi que des membres du secteur de l’évènementiel. Selon la ministre régionale du tourisme Zuhal Demir, ces « évènements-tests sont cruciaux. Ils peuvent être la clef pour un été rempli de plaisir » et permettre de tester l’efficacité des tests rapides et des autotests. Le jour de l’évènement, les participants se soumettent à un test PCR, un antigénique et un autotest. Cela fait, ils sont entièrement libres et n’ont pas besoin de respecter le port du masque ou la distanciation sociale. Une semaine de quarantaine et un suivi de tests leur sont ensuite assignés.
Le samedi 15 mai, un autre concert-test est organisé à la Ghelamco Arena de Gand, en extérieur donc. Celui-ci comprend 300 participants volontaires soumis à un test rapide à l’entrée du stade dont ils obtenaient le résultat par SMS, ce qui les autorisait ou non à rester sur place. Aucun test ne s’est avéré positif. « Les organisateurs estiment que l'opération a été un succès. Elle leur a notamment permis de définir la meilleure façon de mener rapidement et efficacement les tests ».

### Reprise en extérieur: point sur les festivals de l'été 2021
Les festivaliers ne peuvent malheureusement participer qu’à peu de festivals durant l’été 2021. Le Royaume Uni ne s’en sort pas trop mal avec quelques gros festivals maintenus à partir de fin juillet. Aux États-Unis, les festivals les plus importants sont annulés, le pays étant dans un nouveau pic de cas positifs. Côté belge, le nombre de participants possibles est réduit et cause l’annulation de beaucoup de festivals.

#### États-Unis
Au niveau international, les plus gros festivals, pour n’en citer que quelques-uns, doivent laisser leur édition 2021 de côté. Aux États-Unis, Coachella (fin avril) est annulé du côté de Los Angeles, à l’inverse de Lollapalooza (fin juillet-début août), qui est maintenu à Chicago, « dans une ambiance partagée entre le plaisir de retrouver les concerts et les craintes de voir les contaminations exploser », puisque « le nombre de cas de Covid-19 [est] en pleine augmentation aux États-Unis ».
Pour les festivals maintenus, les organisateurs ont certaines exigences : « une preuve de vaccination ou un test négatif de moins de 72 heures pour entrer dans l’enceinte, et [ils] mettent en avant la recommandation de porter un masque si l’on n’est pas vacciné. Mais le flou demeure sur l’application stricte de ces règles ».

#### Royaume-Uni
Le festival de Glastonbury vote pour le livestream payant Worthy Farm, tout comme en 2020, invitant des artistes anglais à se produire sur la scène mythique Pyramid.
L’Angleterre est néanmoins le terrain de nombreux festivals confirmés grâce à leur autorisation à partir du 19 juillet 2021. On peut citer l’Isle of Wight Festival, le Reading and Leeds Festival, le TRNSMT Festival, ou encore le Parklife Festival.

#### Belgique
En Belgique, le début de l’été 2021 est rythmé par de nombreuses annonces d’annulation des différents festivals belges et internationaux. Le mardi 11 mai 2021, le comité de concertation belge annonce que le nombre de personnes autorisées est de « 400 personnes dès le 9 juin, passe à 2500 personnes au 1er juillet, 5000 au 30 juillet et enfin 75.000 à la mi-août ». Dans le groupe des rejetés comptant un nombre de festivaliers supérieur au nombre autorisé, on peut citer Rock Werchter (début juillet), Les Ardentes (début juillet), Dour Festival (mi-juillet), le Brussels Summer Festival (août), le Pukkelpop (19-22 août), Tomorrowland (fin août-début septembre). Du côté des confirmés se pliant aux mesures ou trouvant des formes adaptées, on retrouve We Love the 2000’s, Ronquières Festival, Scène-sur-Sambre, LaSemo, Les Fêtes de Wallonie, les Inc’Rock Festival, l’adaptation des Francofolies en Belgofolies celle de Rock Werchter en Werchter Parklife. À Spa, on mise sur une line-up 100 % belge durant cinq jours, avec un public de 500 à 600 personnes par concert. Côté Werchter, c’est un mois entier de concerts d’artistes belges qui est proposé à un public obligé de rester assis à sa table, avec quatre personnes maximums.

## Mesures d’aides aux artistes et réforme du statut d’artiste

### Aides structurelles

#### Wallonie - Bruxelles
Afin de venir en aide aux différents secteurs touchés par la crise sanitaire et les mesures de confinement, le Gouvernement de la Fédération Wallonie Bruxelles met en place un fonds d’urgence en avril 2020 d’un montant de 89 millions d’euros dont 22,4 millions vont à la culture. Ainsi, le 7 avril 2020 est défini un périmètre d’intervention du fonds pour les opérateurs culturels étant victimes des pertes de recettes à cause des annulations d’activités ou de la fermeture des lieux survenant dans la période allant du 10 mars au 3 mai 2020. Une première enveloppe de 8,6 millions d'euros est donc définie par le Gouvernement. Malgré cette aide, certaines institutions comme l’Opéra royal de Wallonie ou Flagey n’ont pas souhaité en bénéficier, estimant pouvoir survivre grâce au maintien de leurs subventions et ainsi laisser la place à d’autres structures plus fragiles.
Le 29 mai 2020, le Gouvernement de la Fédération Wallonie Bruxelles mobilise une enveloppe complémentaire de 8,5 millions d'euros destinée aux opérateurs culturels dans divers secteurs, dont celui de la musique ; 3,4 millions vont aux festivals subventionnés en arts de la scène ; et deux millions vont aux opérateurs culturels de la Fédération Wallonie Bruxelles étant éligibles aux soutiens financiers de Wallonie Bruxelles International qui réalisent des prestations de diffusions de contenus artistiques sur la scène internationale. Deux appels à projets d’un montant total de trois millions d’euros sont lancés le vendredi 21 août 2020, et ce dans le cadre du groupe de réflexion « Un futur pour la culture » créé par le Ministre de la Culture. Le premier de ces deux appels à projet consiste en une mise en résidence d’artistes visant à « replacer l’art et la culture au centre de la société et à favoriser une rencontre durable entre les artistes, leur territoire et les citoyens ». Le second concerne des bourses à la création destinées à des artistes pour des projets de recherche et d’exploration devant se faire en collaboration avec un opérateur culturel qu’il soit reconnu ou non, ou avec d’autres institutions. Cet appel prend fin le mercredi 16 septembre 2020 minuit. Le gouvernement de la Fédération Wallonie-Bruxelles approuve le 12 novembre 2020 le sélection de 238 projets pour un montant de 2.999.953.39 euros. Le gouvernement de la Fédération Wallonie Bruxelles lance un second Fonds d’urgence avec un budget de 1,5 million d'euros dans le cadre de la seconde vague de la crise sanitaire. Celui-ci est disponible du 1er septembre 2020 au 30 juin 2021. En mai 2020 à Bruxelles, l’échevine de la culture de la Ville de Bruxelles octroie une nouvelle enveloppe de 150 000 euros pour des projets de création, de médiation ou de recherche, et de développement dans le secteur culturel. Cette aide de 7.500 euros va aux divers métiers de la création et est répartie entre une vingtaine de lieux culturels de la Ville de Bruxelles. En octobre 2020, le gouvernement bruxellois prolonge les mesures prises au début de l’été. Celles-ci consistent d’abord en deux primes à destination des organisations culturelles et créatives et des travailleurs. La première prime de 2 000 euros profite à 246 structures pour un montant de 492 000 euros. La deuxième prime quant à elle, profite aux travailleurs intermittents du secteur et s’élève jusqu’à 1 500 euros. Afin de lutter contre la fermeture des lieux culturels à cause de la pandémie, la Fédération Wallonie-Bruxelles mobilise, en novembre 2020, 1,6 million d’euros pour le financement d’une captation de spectacles organisés par des institutions de la Fédération Wallonie-Bruxelles (pièces, spectacles jeunes publics, concerts, etc) qui sont disponibles sur la plateforme Auvio.

#### Flandre
Début juin 2020, le gouvernement flamand augmente à 265 millions d'euros le montant du fonds d’urgence corona. Ce montant est destiné au secteur culturel. Le gouvernement flamand choisit parmi les organisations culturelles étant subventionnées celles qu’il souhaite directement soutenir.

#### Aides non gouvernementales
Parmi les aides touchant directement le secteur musical belge, se trouve Sabam For Culture et les associations d’artistes FACIR et GALM afin de soutenir les artistes belges dont le but est de « répondre aux besoins socio-économiques urgents de secteur, les concerts et les sorties d’albums ayant été annulés et les enregistrements retardés à cause du coronavirus ». Le premier appel à projet a été lancé à la mi-octobre et 49 projets musicaux ont été retenus, lesquels reçoivent un soutien financier pour un montant total d’environ 120.000 euros. Sabam For Culture lance aussi une bourse visant à accroître le budget artistique de 300 euros dans le cadre d’un concert live-stream à condition qu’au moins la moitié du groupe de musique soit affiliés à la Sabam. Cette bourse est accessible temps que les concerts en live sont interdits.

#### Aides ponctuelles
Le fonds « Sparadrap », est un fonds d’urgence et de solidarité artistique venant en aide aux travailleurs des arts, tous secteurs confondus, lancé en avril 2020 par l’Union des artistes du spectacle (UAS). Après un premier appel aux dons en avril, un second est lancé visant une nouvelle fois à soutenir financièrement les artistes dans le besoin. Le fonds se propose de payer des factures au lieu de verser directement de l’argent aux concernés. L’opération « Place aux artistes », lancée par la Ville et Province de Liège, organise les samedis de juillet et août 2020 entre 12h et 18h, des concerts, spectacles et performances à Liège. Ces prestations se déroulent à l’esplanade des Guillemins, place du XX août, place de l’Yser et au parc d’Avroy et touchent à toutes les disciplines (théâtre, musique, cirque, arts plastiques, etc). Cette campagne vise à « rendre son éclat à la vie culturelle liégeoise. Le soutien aux artistes est un soutien en termes de visibilité mais aussi financier. Les artistes bénéficieront d’un contrat de travail en bonne et due forme ». Une campagne de financement participatif nommée « Artistes du cœur » a été lancée par l’ASBL L’Union des artistes et Artist United en décembre 2020 et a récolté 121.732 euros, ce qui permet d’alimenter un fonds d'urgence pour les artistes et techniciens ne pouvant travailler.

### Aides individuelles

#### Chômage
À la suite de la crise sanitaire, une aide gouvernementale a été proposée aux personnes dans l’incapacité d’exercer leur fonction. Les musiciens concernés par cette situation peuvent donc bénéficier du chômage classique et prolonger leur intermittence s’ils en bénéficiaient déjà auparavant. Le gouvernement fédéral met en place en mars 2020 un assouplissement du chômage temporaire pour force majeure, appelé « chômage temporaire pour force majeure corona ». Cette mesure autorise les suspensions partielles du contrat de travail du travailleur, lorsque celui-ci peut prester un ou plusieurs jours par semaine. Cette dérogation est cependant suspendue le 1er septembre en raison des mesures de déconfinement avant d'être réintroduite le 1er octobre 2020. De plus, si l'individu peut démontrer qu’il a participé à au moins 10 activités artistiques sur lesquelles des cotisations de sécurité sociale ont été prélevées, ou au moins 10 activités techniques dans le secteur artistique dont les cotisations sociales ont été retenues, ou qu’il a participé à des activités artistiques ou techniques du secteur artistique rémunérées par un salaire correspondant à au moins 20 jours d'activité entre le 13 mars 2019 et le 13 mars 2020, il peut bénéficier d’une allocation de chômage temporaire jusqu'en juin 2021. Il y a également, au mois de décembre 2020, un gel de la dégressivité de l’allocation de chômage, applicable à tous les chercheurs d’emplois. Celui-ci est mis en place pour la période comprise entre le 1er avril 2020 et le 31 décembre 2020. En d’autres termes, le travailleur qui, au 1er avril 2020, perçoit des allocations de chômage, voit la période d’indemnisation dans laquelle il se trouve au 1er avril 2020, prolongée de 9 mois.
Lorsqu’il s’agit de renouveler la protection d’intermittence en tant qu’artiste ou technicien du secteur artistique deux mesures entrent en compte. D’abord, l’individu qui devait renouveler sa protection d’intermittence (son statut d’artiste) entre le 13 mars 2020 et le 31 mars 2021, voit d’office son statut être protégé jusqu’au 31 mars 2021. Ensuite, la période de référence de 12 mois durant laquelle il faut prouver 3 contrats artistiques ou techniques, est prolongée de la période qui va du 13 mars 2020 au 31 mars 2021. Le travailleur peut, en outre, être protégé par un gel de son allocation de chômage si, à la fin de la première période d’indemnisation (prolongée par la période avril-décembre 2020), il comptabilise 156 jours de travail (dont au moins 104 sont artistiques ou techniques dans le secteur artistique) sur les 18 mois qui précèdent. Cette période de référence de 18 mois est prolongée de la période qui va du 13 mars 2020 au 31 mars 2021.

#### Aides individuelles diverses
Outre la question du chômage artistique, on retrouve également d’autres aides. Par exemple, les aides exceptionnelles octroyées par le CPAS même si l’individu n'entre pas dans les critères habituels (salariés, bénéficiaires d’allocations de chômage, étudiants jobistes, certains indépendants…). Ces aides prennent différentes formes par exemple, des aides matérielles, sociales, médicales, ou psychologiques.
Le 13 mars 2020, la Ministre, Bénédicte Linard, fait appel à la solidarité entre acteurs culturels et demande aux lieux de diffusion de prendre en charge, dans la mesure du possible, le remboursement des frais engagés par les compagnies reconnues par la Fédération Wallonie-Bruxelles en cas d’annulation de représentations. De son côté, la Fédération Wallonie-Bruxelles paie les interventions prévues pour les Tournées Arts et Vie pour être reversée aux compagnies à concurrence des frais engagés pour chaque représentation annulée. Le 19 mars 2020, celle-ci dégage une première tranche budgétaire de soutien aux secteurs touchés par les mesures de confinement (culture, égalité des chances, enseignement, jeunesse, sport…).
Le 17 novembre 2020 est créée par la CSC (central syndical chrétien) une plate-forme syndicale pour la culture. Celle-ci a pour objectif d'offrir un guichet unique aux travailleurs de la culture au sens large. Le guichet est programmé pour recevoir toutes les questions liées aux différents types de contrats atypiques et de rémunération, orienter vers des conseillers compétents les questions complexes liées au statut particulier du chômage intermittent et organiser la revendication pour un meilleur statut des travailleurs du secteur.
D’autres aides directement adressées aux artistes sont également mises en place par diverses structures. Dans cette perspective, on trouve également Playright+ qui a pris la décision de créer un fonds d’urgence, le « Fund Belgian Music », pour ses membres qui font face à une pression financière importante. Ce fonds a pour objectif de pallier en partie la perte de revenus en tant qu’artiste-interprète à cause de la pandémie, il met à disposition un montant total de 360.000 €. Cependant les artistes, qui pourraient soumettre leur candidature pour atteindre jusqu’à 250 euros/mois de compensation, doivent remplir un certain nombre de conditions. Pour n’en citer que quelques-unes, il faut être affilié à Playright+ ou en avoir fait la demande avant le 14 mars 2020, avoir participé à au moins trois admissions et les avoir déclarées à PlayRight+ avant l’introduction de la demande, etc. Enfin, on peut encore citer LIVE2020, le fonds de soutien créé par et pour le secteur de la musique live, qui va soutenir financièrement les partenaires du secteur les plus touchés ainsi que des projets de relance. Au mois de mars 2021, ce fonds en est à son troisième tour et il va permettre aux acteurs du secteur les plus touchés de solliciter une subvention de 750€. De leur côté, les petites et moyennes organisations musicales à la recherche d’un soutien financier en vue d’organiser un événement respectant toutes les mesures en vigueur peuvent solliciter une subvention allant jusqu’à 1.500€.

### Nouveau projet de statut d’artiste
Au début du mois de septembre 2020, présenter une importante proposition du Mouvement Réformateur consacrant un véritable statut des artistes et techniciens artistiques. Ce nouveau statut sera, selon eux, simplifié, uniformisé, revalorisé. En effet, dans cette situation inédite de nombreux artistes et de techniciens ne bénéficient pas du statut d’artiste et peinent donc à recevoir une indemnité ou un revenu de substitution.
Différentes idées sont formulées par le Mouvement Réformateur. Le statut serait notamment plus facile à décrocher pour les jeunes, puisqu’au lieu de prouver 312 jours de prestation en 21 mois, ils ne devraient établir que 260 jours en 24 mois. Cependant, il doit bien s’agir d’activités artistiques ou para-artistiques : donner des cours, organiser des stages, participer à des commissions consultatives, etc. Ensuite, une fois le statut obtenu, il se conserverait à vie. L’accès au statut donnerait ensuite droit à une allocation à tous les artistes, quelle que soit la forme d’intermittence. Cette allocation est individuelle, indépendante de l’état-civil, indépendante de l’ancienneté ou de l’obligation actuelle de recherche d’un emploi convenable. De plus, au fil des ans l’allocation ne serait pas dégressive, contrairement à une allocation chômage. Troisièmement, l’objectif du Mouvement Réformateur est de faciliter l’accès au statut d’indépendant aux artistes qui parviendraient à se mettre en situation de le devenir. Il propose d’autoriser le cumul cette pleine allocation d’environ 18.000 euros bruts/an avec un maximum de 27.000 euros bruts/an, lissés sur trois ans, des revenus extérieurs : droits d’auteur, droits voisins, activité indépendante, contrat de travail. Enfin, pour que l’artiste puisse maintenir son allocation future, le Mouvement Réformateur souhaite imposer que l’artiste doive prouver l’équivalent minimum d’une journée par semaine d’activité, exigence à nouveau lissée sur trois ans et avec règle du cachet. Soit 156 jours (ou convertis tels quels) sur les trois dernières années.

## Critiques et activisme
En Belgique, à la suite de la fermeture des lieux culturels le jeudi 12 mars 2020, une série de collectifs issus du secteur décident de se mobiliser à l’aide des réseaux sociaux, en vue d’attirer l’attention sur les difficultés auxquelles ils font face. Parmi les différents groupes, on trouve le groupe Facebook Conseildead. À l'origine, créé par huit professionnels indépendants des arts de la scène, le 14 novembre 2012, la plate-forme est ensuite utilisée pour relayer des informations sur les mobilisations et les différentes décisions prononcées par les ministres belges. Elle devient ensuite une porte-parole des acteurs du secteur culturel.
ArtistsUnite, est une page Facebook créée en 2017. Elle vise aussi à informer les internautes des décisions prises concernant les secteurs culturel et artistique, de même que les mobilisations qui ont lieu. Cette page Facebook appartient à l'ASBL portant le même nom. Cette association indépendante défend les intérêts des artistes et leur offre une assistance personnalisée.
Le 31 mars 2020, un texte intitulé  « Manifeste pour soutenir les travailleurs et travailleuses de la culture » est mis en ligne. Ce manifeste fait un état de la situation du secteur culturel pendant la période de confinement strict. Il rappelle la fragilité de ce secteur bien avant la pandémie et finit par énumérer les différentes mesures à prendre impérativement pour éviter le «bain de sang social dans la culture».
Le 5 mai 2020, c’est le M.E.T.A.L (Mouvement des Etudiant.es et Travailleurs.ses des Arts en Lutte) qui adresse à son tour, une lettre aux autorités. Ils font part de la précarité dans laquelle se trouvent de nombreux acteurs du secteur culturel, de leurs préoccupations concernant l’avenir, les contraintes liées au statut d’artiste. Le but est de proposer des revendications pour résoudre ces problèmes.
Le 27 août 2020, le Groupe Culture, composé d'une cinquantaine de fédérations d'artistes et de techniciens belges, publient une lettre ouverte à destination des ministres, des présidents de partis, des députés parlementaires, des syndicats et enfin de la presse. L'objectif de cette action est de définir le futur statut d'artiste, éclairer le monde politique et influencer la prochaine ligne gouvernementale.
Le 21 décembre 2020, le secteur culturel reste toujours fermé. N'ayant connu aucun assouplissement depuis les mois d'été, le secteur adresse une carte blanche intitulée "La culture n'est pas une variable d'ajustement". Elle est signée par un collectif composé de 450 signataires, témoignant de leur sentiment d'injustice ressenti face aux autres secteurs.
Des regroupements et des fédérations tels qu'UPAC-T (l’Union de Professionnel·les des Arts et de la Création - pôle Travailleur·euses) endossent également un rôle important dans le militantisme mené face aux autorités. C'est un regroupement né en réponse à l’impact de la crise sanitaire sur le secteur artistique, culturel et événementiel. Une quinzaine de fédérations sont réunies au sein de cette union pour défendre les intérêts des acteurs du secteur culturel. Trois groupes actifs composent le UPAC-T: Statut, Covid, et communication. Les groupes "statut" et "covid" se chargent de résoudre respectivement les problèmes liés à la réforme du statut d’artiste et ceux relevant de conséquences et dégâts directs causés par la crise du Covid. Le troisième groupe «Communication» a comme objectif principal: l'information et la sensibilisation. Il est chargé d'établir régulièrement les liens entre les professionnels du secteur, les citoyens et les politiques. UPAC-T mènent plusieurs campagnes en 2020.
Le 19 mai, c’est No culture No future qui naît à la suite de la diffusion d'une vidéo sur les réseaux sociaux. On peut y apercevoir des travailleurs de la culture qui expriment leur impatience face aux actions tardives des politiques dans le secteur artistique, et cela malgré la réception de données chiffrées témoignant des dégâts déjà occasionnés par la crise.
Le 15 octobre 2020, c’est la campagne Don’t switch off qui suit le mouvement et qui est relayée par les réseaux sociaux. Cette fois-ci, le secteur de la culture demande de ne pas  «éteindre» ses établissements. La campagne est lancée un jour avant le Comité de concertation du 16 octobre.
Ces campagnes aboutissent sur des résultats concrets qui prennent notamment la forme de rencontres avec différents ministres. Le 5 novembre 2020, ce sont les principaux festivals de musique francophones qui se réunissent pour fonder la Fédération des festivals de musique en Wallonie et à Bruxelles. Damien Dufrasne, organisateur de Dour, en est l’initiateur et l’actuel président. Au commencement, la fédération regroupe 12 festivals : Dour, Couleur Café, Les Ardentes, Les Nuits Botaniques, les Francofolies de Spa, les Solidarités, le Brussel Summer festival, le Durbuy Rock festival, Esperenzah!, LaSemo, Inc’Rock et enfin Ronquières. Le but est d'amener une meilleure mise en commun des expériences et du partage d'informations, ainsi qu'offrir une structure ressource pour tous les organisateurs membres et leur proposer un accompagnement» .
Par ailleurs, sur l’ensemble du territoire belge, plusieurs manifestations sont organisées sur l'ensemble du territoire belge. Le 17 juin 2020, les organisateurs et travailleurs du secteur de l’événementiel manifestent devant le palais Heysel à Bruxelles. La place entière est recouverte par des flightcases des techniciens. Ce sont des valises dans lesquelles tout le matériel est habituellement transporté d’évènement en évènement. L'annulation des concerts et des festivals a engendré l'arrêt des activités des techniciens et de nombreux autres travailleurs pendant plusieurs mois.
Ensuite, pour protester face à l’absence de mesures prises pour le secteur culturel, des mouvements tels que #StillStanding voient le jour. Il est fondé au printemps 2020 par une cinquantaine d'associations et de fédérations de travailleurs de la culture. Il regroupe de nombreux travailleurs, des lieux culturels et les fédérations artistiques francophones et néerlandophones. Le mouvement naît en réaction d'absence de soutien financier pour les acteurs du secteur culturel, malgré l’annulation quasi totale des activités et évènements. Le premier rassemblement de #StillStanding a lieu le 25 juin 2020, dans 11 villes belges simultanément. Les participants adoptent pendant 15 minutes une pose figée, espérant faire passer, avec cette métaphore, leur situation de détresse.
Une autre manifestation de grande ampleur, indépendante de #StillStanding, est également organisée pour protester la mise à l’arrêt du secteur culturel. #StillAlive est un rassemblement initié par Yannick Loddo et où l'appel est lancé par Save Our Events. L’événement s’est déroulé le 6 septembre 2020 à différents endroits de Bruxelles notamment au Mont des Arts. L’objectif est de faire-valoir les droits des acteurs du secteur culturel et réclamer davantage de soutien de la part des autorités.

### Les manifestations à Liège
Le 27 août 2020, l’opération Action Flightcase est lancée par le mouvement Sound Of Silence. Elle se déroule sur la place Saint-Lambert. #Soundofsilence est mis en place pour interpeller les autorités politiques sur l’état du monde la culture. Des centaines de techniciens de scène, artistes, et autres représentants des différentes professions des arts se sont réunis. Ils sont masqués et installés debout sur des flightcases, en écoutant la chanson de Simon and Garfunkel : Sound of Silence.
Le 28 août 2020, une opération appelée Red Alert Belgium est mise en place. Elle consiste à illuminer des bâtiments culturels en rouge, pour dénoncer symboliquement les difficultés que rencontre le secteur de la culture. C’est le Théâtre de Liège sur la place du XX août qui est éclairé.
Le samedi 13 mars 2021, une manifestation se déroule sur la place saint-Lambert et dans la Cité Ardente pour dénoncer les décisions gouvernementales. Cependant, les manifestants se sont vu rejoindre par des casseurs qui provoquent des émeutes. Les revendications pour le secteur culturel passe alors en second plan, voire oubliée à la suite des nombreux débordements.
Le 20 décembre 2021, à la suite des nouvelles règles imposées concernant la fermeture des lieux culturels, certains théâtres, cinémas et d’autres établissements culturels comme des salles de concert décident d’ouvrir leurs portes. Cette manifestation pacifique est une réaction aux nouvelles mesures prises, de nouveau en défaveur du secteur culturel. Néanmoins, de nombreuses règles sanitaires restaient en vigueur pour prouver aux autorités que l’activité d’un établissement pouvait continuer de tourner en toute sécurité.

### Les manifestations à Bruxelles
Le 3 avril 2021, le collectif Bezet la monnaie occupée , rassemblant des étudiants et des travailleurs francophones et flamands, a occupé l’intérieur du Théâtre de la Monnaie à Bruxelles pendant plus de quinze jours. L’occupation de ce lieu n’est pas anodine. En effet, la Monnaie est l’endroit d’où est partie la révolution belge en 1830.
À la fin de cette occupation, le collectif a obtenu une rencontre avec les ministres fédéraux pour discuter des mesures covid au niveau de la culture, et tout cela, avant le conseil de concertation du 23 avril 2021. En outre, Bezet la monnaie occupée a pu maintenir ses tribunes quotidiennes au Théâtre de la Monnaie et a obtenu une lettre commune avec le Théâtre qui reprend les revendications du secteur culturel.
Au même moment, le mouvement StillStanding annonçait un déconfinement raisonné du secteur culturel entre le 30 avril et le 8 mai 2021. Les tribunes du collectif Bezet la monnaie occupée ont tout de même continuer durant le mois de mai 2021. Ils ont également mené une grève de la fin, le 5 juin, pour alerter de l’urgence d’un besoin commun de rassemblement artistique et citoyen.
Le collectif s’est également rendu à la manifestation pour la culture au Mont des Arts. Rassemblant 500 personnes selon la police (et 10 000 personne selon RTL info), ce rassemblement avait pour but de protester contre le CST (Covid Safe Ticket) nécessaire pour accéder au monde de la culture. Elle a eu lieu le dimanche 26 décembre 2021, parallèlement à son homologue liégeois qui se déroulait Boulevard de la Sauvenière.
De nombreux collectifs y étaient présents. SoundofSilence, groupe de pression pour soutenir l’évènementiel belge, State of the Arts, plateforme pour réimaginer les conditions de l’art, Gents Kunstenoverleg, plateforme pour les questions culturelle et artistiques, et Still standing for culture.
Des discours explicatifs ont été prononcé par des personnes influentes comme, par exemple, le directeur général de la monnaie Peter de Caluwe ou encore la directrice de Charleroi-Danses, Annie Bozzini. De nombreuses performances artistiques ont également été réalisées (danse, chants et divers spectacles).
À la suite de cette manifestation, un peu moins d’une centaine de lieux ont décidé de ne pas fermer et de ne pas respecter cette mesure mise en place. Les risques étaient faibles car ils étaient soutenus par certains bourgmestres comme celui de Bertrix. En outre, la police a affirmé qu’elle n’interviendrait pas et n’effectuerait pas de contrôle car cela n’était pas dans les missions prioritaires.
Le président de l’Open Vld, Egbert Lachaert, a réagi sur Twitter en admettant, à demi-mot, que ces mesures allaient effectivement trop loin.
Trois jours plus tard, le mercredi 29 décembre 2021, le gouvernement belge annonçait qu'il annulait la décision de fermer les théâtres, cinémas et salles de spectacle.

## Conséquences chiffrées sur l’économie musicale belge
Une enquête approfondie a été menée afin de connaitre les conséquences exactes du recul de l'économique de la Belgique. La Banque Nationale a publié un rapport où la crise sanitaire causée par la covid-19 marque le plus gros recul économique de notre pays depuis la Seconde Guerre mondiale.
Lors des deux premiers trimestres de la crise sanitaire, l'activité économique belge a chuté de 15 %. Les secteurs de l'événementiel et de la culture figurent parmi les plus touchés dû à l'arrêt quasi total de leur activité. Le rapport de la Banque Nationale de Belgique publié début 2021 annonce que le secteur des arts et des activités récréatives est le troisième plus touché à l'échelle nationale. Il subit une perte du chiffre d'affaires d'au moins 75 % par rapport à l'année 2019.
La Sabam a publié en février 2021 un rapport sur les conséquences et les pertes liées au confinement pour le secteur de la musique live et de l’événementiel au sens large. Les chiffres sont indéniables ; La Sabam annonce un recul de l’écosystème culturel belge qui s’élève à quelque 319 millions de perte. La première des raisons est sans aucun doute la diminution flagrante du nombre d’événements culturels à avoir eu lieu durant l’année 2020. Seuls 21 429 événements culturels ont vu le jour en Belgique durant l’année 2020, contre 92 972 en 2019, soit 77 % de moins d’une année à l’autre. L’économie culturelle est à bout de souffle et la principale raison de cette baisse de revenus est la diminution de la vente de tickets pour le secteur musical : en 2020, la somme récoltée par la vente de billets pour assister à des événements musicaux a stagné à 48,4 millions d’euros ce qui représente une baisse de 87 % par rapport à l’année précédente. La seconde raison de cette pénurie est liée au manque de recette du merchandising qui habituellement renfloue les caisses du secteur événementiel.
Dans son rapport, la Sabam établit un classement des différents secteurs les plus touchés par cette crise sanitaire dont le constat est le suivant : les festivals sont les plus touchés avec une perte faramineuse de 99 % de leur recette. Cela s’explique par une vente de billets catastrophique mais également un nombre important d’annulation des événements, sur 743 festivals en 2019, seuls 101 d’entre eux ont pu réaliser une édition en 2020. Les autres secteurs culturels sont également fortement touchés et nous retrouvons dans ce classement; les organisateurs de soirée qui subissent une perte de 83 % de leur recette, suivis par le théâtre professionnel (-81 %), les salles de concerts (-80 %), les petites salles (-78 %) et les concerts de musiques classiques qui subissent une perte de 60 % de leurs revenus.
L'asbl Court-Circuit a publié un rapport en mars 2022 évoquant les conséquences chiffrées du Covid-19 sur l'organisation de concerts en Wallonie et à Bruxelles. Il en ressort une diminution de 66% d'événements organisés entre l'année 2019 et 2020. Les événements qui ont pu être organisé ont vu une diminution de 67% du public dû aux restrictions sanitaires. Le revenu du secteur musical connait un recul de 43.5% , les aides de l'état permettant d'amortir le coût des annulations des projets artistiques.
Au problème de fréquentation des salles et des événements culturels s’ajoute le problème des droits d’auteurs. Les compositeurs et éditeurs de musique perçoivent une perte de 83 % de leurs droits issus d’événements culturels. La Sabam a enregistré un repli d’environ 62 % des revenus liés aux droits d’auteurs lors d’événements culturels. L’organisation annonce une perte de 32 millions d’euros par rapport à l’année précédente.
La Belgique subit une perte économique de son secteur culturel. Une étude commandée par le GESAC et menée par Ernst & Young démontre que toute l’Europe subit une crise culturelle sans nom. À échelle européenne, c’est environ 199 milliards d’euros qui manquent à l’économie culturelle, soit 31 % du chiffre encaissé en 2019. Certains secteurs sont plus touchés que d’autres par cette crise sanitaire, la musique connaît une perte astronomique de 76 % sur son chiffre d'affaires annuel. Dans cette même étude, on peut y lire que le secteur culturel à rapporter à l’Europe en 2019, avant la crise du Covid-19, une contribution plus grande que les secteurs des télécoms, chimie et industrie automobile réunis.
Le secteur de l’événementiel demande aux autorités d’établir un calendrier de relance. Les institutions culturelles qui ont du mal à garder la tête hors de l’eau, comptent sur la campagne de vaccination pour établir un plan de réouverture. À cela, ils demandent aux autorités de maintenir le droit passerelle et le chômage partiel pour espérer pouvoir relancer leurs caisses. Et adressent une demande d'indulgence aux banques belges. En avril 2021, les acteurs du secteur musical unissent leur voix et adressent une lettre ouverte au gouvernement belge. Les gérants de salles de concerts ainsi que les programmateurs des festivals co signent une lettre qui appelle à une réouverture progressive des événements musique live, clamant que ces derniers sont indispensables pour retrouver une "vie normale".